# 春風の誘惑
「春風の誘惑」（はるかぜのゆうわく）は、小泉今日子の4枚目のシングル。1983年2月5日にビクター音楽産業から発売された。

## 概要
小泉のシングルとしては、デビュー以降初めてオリコンチャートで週間10位以内にランクインした。
作詞を手掛けた篠原ひとしは、当時のディレクター髙橋隆と喫茶店で打ち合わせをした上で、「窓際の席に座って紅茶を飲んでいる女の子が、行き交う人々を眺めながら恋を待ちわびているイメージ」で詞を書いたという。作曲を担当した緑一二三は、「イメージしたのは男の子と初めて手をつないで話しているような女の子の初々しさ。風に揺れるスカートとか、足元の恥じらいとか」と振り返っている。ちなみに ″緑一二三″ とはたきのえいじの変名であるが、たきのは演歌の作詞も手掛ける作詞家であることから、区別する為に急遽考えられたもの。
編曲は、デビューから1年近くが経過したタイミングでそろそろ大御所にお願いしたいと萩田光雄に依頼された。
当時の歌番組では、シングルレコード収録のバージョンよりも少しキーを上げて歌唱する事が多かった。ジャケット写真での髪型は聖子ちゃんカットだったが、テレビ出演時の頃はショートカットとなった。
このシングルを最後とし、次作「まっ赤な女の子」からはディレクターが髙橋隆から田村充義へ交代となる。

## 収録曲
1. 春風の誘惑 (3分1秒)
作詞：篠原ひとし／作曲：緑一二三／編曲：萩田光雄
2. 真夜中のレッスン (3分25秒)
作詞：森雪之丞／作曲：はしだのりひこ／編曲：萩田光雄

## 収録作品
- 春風の誘惑
  - Breezing
  - SUPER BEST THANK YOU KYOKO
  - Absolute Best For CD
  - Celebration
  - Do You Love Me Kyoko Koizumi Best - ショートバージョンで収録。
  - ザ・ベスト
  - CD FILE 小泉今日子 Vol. 1
  - KYON3 〜 KOIZUMI THE GREAT 51
  - コイズミクロニクル COMPLETE SINGLE BEST 〜1982-2017〜
- 真夜中のレッスン
  - SUPER BEST THANK YOU KYOKO
  - Absolute Best For CD
  - Do You Love Me Kyoko Koizumi Best
  - CD FILE 小泉今日子 Vol. 1
  - Breezing+2

## 参考資料
- 松永良平:著『コイズミクロニクル〜コンプリートシングルベスト 1982-2017〜 初回特典「コイズミシングル～小泉今日子と50のシングル物語」』ビクターエンタテインメント、2017年5月17日。